# Кавинделе, Энох
Энох Кавинделе (англ. Enoch Kavindele; род. 7 июля 1950) — замбийский государственный и политический деятель. С 2001 по 2003 год работал вице-президентом Замбии.

## Биография
В 1970-х годах стал заниматься бизнесом, когда основал компанию Woodgate Holdings. Являлся членом Объединённой партии национальной независимости и был избран в Национальную ассамблею в избирательном округе Чингола на дополнительных выборах в 1987 году. В 1991 году бросил вызов лидерству Кеннета Каунде, но получил небольшую поддержку. В 1991 году был кандидатом от Объединённой партии национальной независимости в Чинголе на всеобщих выборах, но потерпел поражение от Людвига Сондаши из Движения за многопартийную демократию. В 1992 году покинул Объединённую партию национальной независимости, чтобы сформировать Объединённую демократическую партию, которая получила несколько мест в местных советах . Однако позже в следующем году он распустил партию и присоединился к MMD.
В 1995 году в Чинголе были проведены дополнительные выборы после того, как Людвиг Сондаши вступил в Национальную партию, а Энох Кавинделе был выбран кандидатом от Движения за многопартийную демократию. После победы на дополнительных выборах с 86 % голосов избирателей, снова стал членом Национального ассамблеи. В 1996 году сохранил место после подведения итогов всеобщих выборах с большинством в 14 000 голосов избирателей. Впоследствии был назначен министром высшего образования Замбии. В 1997 году был переведен на должность министра коммерции, торговли и промышленности Замбии. Однако, в сентябре 1998 года был уволен с должности.
В 2000 году был назначен министром здравоохранения Замбии и занимал эту должность до назначения вице-президентом в 2001 году при президентстве Фредерика Чилубы. В декабре 2001 года на всеобщих выборах баллотировался в качестве кандидата от Движения за многопартийную демократию в Кабомпо. Одержал победу над действующим депутатом Даниэлем Каленгу и был избран большинством в 1756 голосов избирателей. В мае 2003 был снят с должности вице-президента новым президентом Леви Мванавасой.
В 2006 году перед всеобщими выборами не был выбран кандидатом от Движения за многопартийную демократию от Кабомпо, его сменил бывший оппонент Даниэль Каленга. Участвовал в выборах как независимый кандидат, отказавшись от членства в Движении за многопартийную демократию, но потерпел поражение от Даниэля Каленги.
В 2018 году стал председателем Северо-Западной железнодорожной компании.